# Japan Soccer League Cup 1991
La Japan Soccer League Cup 1991 è stata la sedicesima edizione del torneo calcistico organizzato dalla Japan Soccer League, massimo livello del campionato giapponese di calcio.
Si tratta dell'ultima edizione del torneo, che dal 1992 fu sostituita dalla J. League Cup.

## Risultati

### Primo turno
Le gare del primo turno preliminare si sono disputate il 16 agosto 1991, ad eccezione di due incontri (Toshiba-Otsuka Pharma e Yomiuri-Chūō Bōhan) avuti luogo il giorno successivo.
| Squadra 1           | Risultato | Squadra 2       |
| ------------------- | --------- | --------------- |
| Toyota Motors       | 3 - 0     | Yomiuri Junior  |
| Matsushita Electric | 1 - 0     | Tokyo Gas       |
| NKK                 | 1 - 0     | Kyoto Shiko     |
| Hitachi             | 8 - 0     | Toho Titanium   |
| Toshiba             | 2 - 0     | Otsuka Pharma   |
| Tanabe Pharma       | 2 - 1     | Cosmo Oil       |
| Yomiuri             | 6 - 1     | Chūō Bōhan      |
| Yamaha Motors       | 1 - 3     | Fujitsu         |
| Mitsubishi Motors   | 2 - 4     | Sumitomo Metals |
| Yanmar Diesel       | 3 - 4     | Kofu Club       |
| Mazda               | 3 - 2     | NTT Kanto       |
| Fujita              | 2 - 0     | Kawasaki Steel  |

### Secondo turno
Le gare del secondo turno preliminare si sono svolte il 24 agosto: videro in lizza le dodici squadre qualificate al turno precedente (6 provenienti dal primo raggruppamento, 6 dal secondo) più Nissan Motors e JR-East Furukawa (nome assunto dal Furukawa Electric), qualificate automaticamente in quanto finaliste dell'edizione precedente.
| Squadra 1           | Risultato            | Squadra 2        |
| ------------------- | -------------------- | ---------------- |
| Nissan Motors       | 3 - 3 5 - 4 (d.c.r.) | Toyota Motors    |
| Matsushita Electric | 2 - 1                | NKK              |
| Hitachi             | 1 - 1 5 - 4 (d.c.r.) | Toshiba          |
| Tanabe Pharma       | 1 - 7                | Honda Motor      |
| ANA                 | 1 - 3                | Yomiuri          |
| Fujitsu             | 3 - 0                | Sumitomo Metals  |
| Kofu Club           | 1 - 3                | Mazda            |
| Fujita              | 1 - 0                | JR-East Furukawa |

### Quarti di finale
Gli incontri validi per i quarti di finale del torneo si sono svolti il 25 agosto.
| Squadra 1     | Risultato            | Squadra 2           |
| ------------- | -------------------- | ------------------- |
| Nissan Motors | 1 - 0                | Matsushita Electric |
| Hitachi       | 2 - 2 5 - 6 (d.c.r.) | Honda Motor         |
| Yomiuri       | 4 - 1                | Fujitsu             |
| Mazda         | 1 - 1 4 - 2 (d.c.r.) | Fujita              |

### Semifinali
Le semifinali del torneo hanno avuto luogo il 30 agosto.
| Squadra 1     | Risultato            | Squadra 2   |
| ------------- | -------------------- | ----------- |
| Nissan Motors | 2 - 2 2 - 3 (d.c.r.) | Honda Motor |
| Yomiuri       | 1 - 0                | Mazda       |

### Finale
Per il secondo anno consecutivo, la finale si disputò al Mizuho Rugby Stadium di Nagoya: l'incontro, svoltosi il 1º settembre 1991 vide lo Yomiuri disputare la sua terza finale, contro l'Honda Motor, che per la prima volta disputò la finale del torneo.
| Nagoya 1º settembre 1991, ore 14:00 UTC+9                                                                              | Honda Motor | 3 – 4                                         | Yomiuri | Mizuho Rugby Stadium |
| \| \| \| \| \| Kurosaki 54’ Hasegawa 65’ Kurosaki 82’ \| Marcatori \| 41’ Takeda 68’ Tohinho 80’ Miura 89’ Kitazawa \| |             |                                               |         |                      |
| |             |                                               |         |                      |
| Kurosaki 54’ Hasegawa 65’ Kurosaki 82’                                                                                 | Marcatori   | 41’ Takeda 68’ Tohinho 80’ Miura 89’ Kitazawa |         |                      |